# Équipe du Maroc de football en 2011
Maillots
Actualités
L'équipe du Maroc de football participe en 2011 à la suite et à la fin des éliminatoires de la CAN 2012.
Les hommes d'Éric Gerets ont pour principal objectif de se qualifier pour la 28e édition de la Coupe d'Afrique des nations de football 2012, qui aura lieu au Gabon et en Guinée équatoriale du 21 janvier au 12 février 2012.
Finalement, le Maroc se qualifie Coupe d'Afrique des nations de football 2012 et se trouve dans le groupe C en compagnie de trois autres équipes soit le Gabon l'un des pays organisateurs, la Tunisie et le Niger.

## Contexte

### Une saison ratée
Dès 2009, l'équipe du Maroc de football s'est donné l'objectif de se qualifier en Coupe du monde 2010 et en CAN 2010 mais son premier match face au Gabon dans le cadre des éliminatoires pour le Mondial 2010 est la CAN 2010 s'est révélé catastrophique en perdant sur un score de 2-1 au Stade Mohammed V. À la suite de cette défaite toute la fédération de football est remise en cause et le 16 avril 2009, Ali Fassi-Fihri est élu nouveau président de la FRMF, à la place du général Hosni Benslimane. Finalement, le Maroc finit dernier de son groupe avec 3 nuls et 3 défaites. Il faut noter aussi que les qualifications pour la CAN 2010 sont les mêmes que pour la Coupe du monde de football 2010 donc le premier est qualifié en Coupe du monde 2010 et CAN 2010 et les deuxième et troisième sont qualifiés pour la CAN 2010. À la suite de cela la fédération royale marocaine de football décide de réorganiser sa politique sur le football.

### L'arrivée d’Éric Gerets
Le 8 juin 2010, la fédération royale marocaine de football dévoile le nom du nouveau sélectionneur de l'équipe nationale, elle recrute l'entraineur belge Eric Gerets qui commencera sa mission dès qu'il aura fini son contrat avec le club saoudien d'Al-Hilal FC c'est-à-dire jusqu'en 2011. En signant un contrat de 4 ans avec le Maroc, ayant terminé son contrat qu'à partir de 2011, il est remplacé par son adjoint Dominique Cuperly afin de préparer un match amical contre la Guinée équatoriale, le 11 août 2010 à Rabat. Ce dernier match finit par une victoire des lions de l'Atlas, ce qui donna confiance au nouveau staff de l'équipe nationale marocaine puis en novembre 2011, Eric Gerets commence son aventure marocaine, contre l'Irlande du Nord en match amical à Belfast, les hommes d'Eric Gerets réalisent un bon match qui se solde par un nul de 1-1.

## Saison

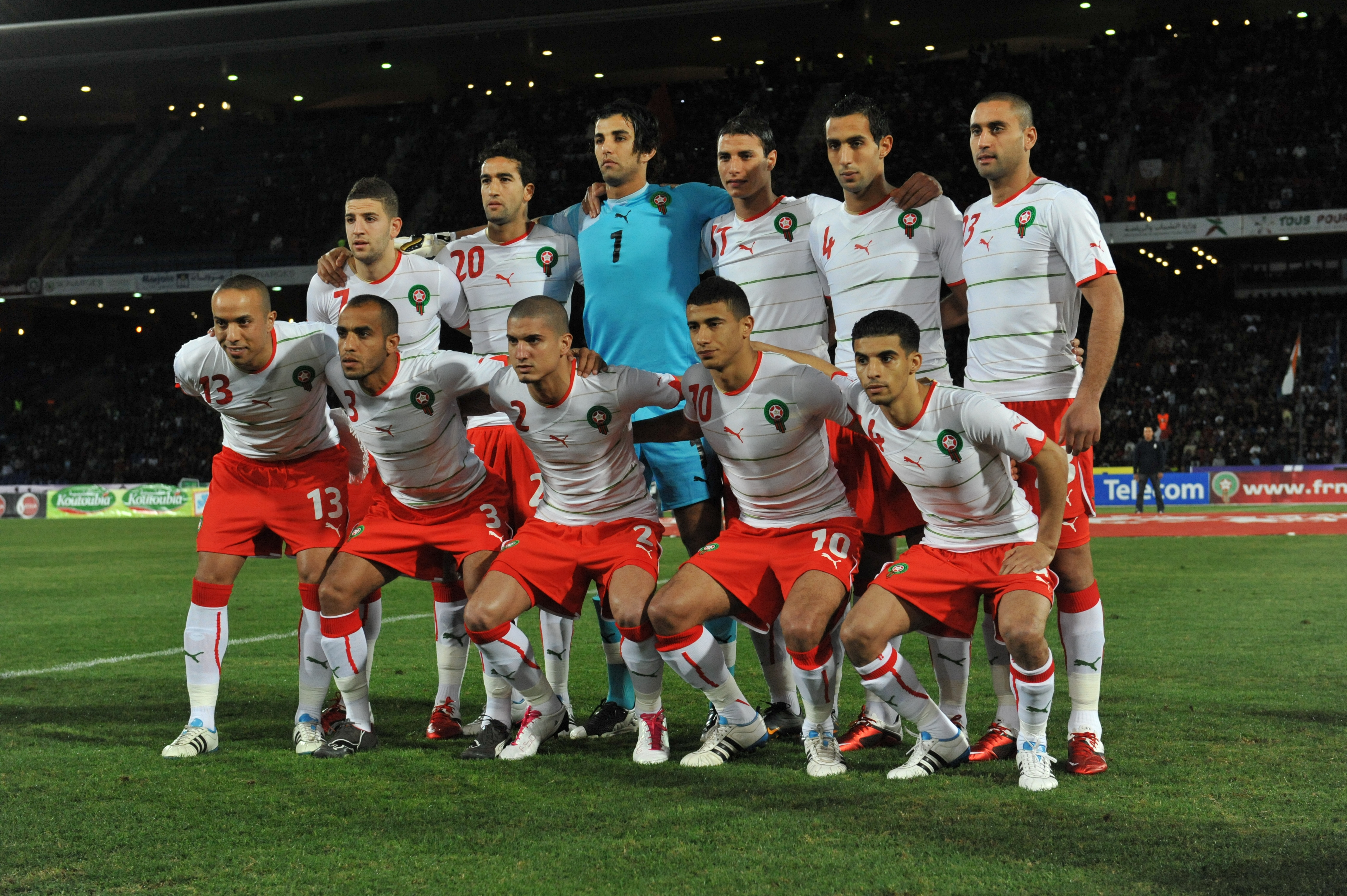
Les lions de l'Atlas avant le match contre le Niger qui a été remporté par trois buts à zéro.

Le 9 février 2011, les lions de l'Atlas entame et remporte leur premier match face au Niger sur un score de 3-0 grâce à deux buts marqués par Boussoufa et un but marqué par El Bakkali, puis dans le cadre des éliminatoires de la CAN 2012, ils perdent face à l'Algérie sur le score de 1-0 à cause d'un pénalty marqué par Hassan Yebda au cours d'un derby maghrébin joué au Stade du 19 mai 1956 à Annaba en Algérie le 27 mars 2011. Quatre jours plus tard les lions de l'Atlas concède un nul de 0-0 face au Botswana dans un match amical ou la sélection marocaine n'a convoquée que des joueurs jouant dans le championnat marocain, Cette rencontre s'inscrit dans le cadre de la préparation de l'équipe marocaine pour la prochaine édition du Championnat d'Afrique des nations de football.
Le 4 juin 2011, l’équipe nationale du Maroc bat au match retour l'Algérie sur le score de 4-0 devant plus de 46000 spectateurs au Stade de Marrakech, Juste avant le match Adel Taarabt quitte la sélection pour ne pas avoir été titulaire, ce qui créa un véritable choc au Maroc. Cette victoire provoque des cris de joie chez les Marocains, des centaines de milliers de casablancais descendent dans les rues pour fêter cette victoire. Le 10 août 2011, la sélection marocaine affronte le Sénégal dans le but de préparer le match face à la République centrafricaine, le Maroc gagna ce match sur un score de 2-0 en faisant une bonne première mi-temps. Le 4 septembre 2011, avec plusieurs occasions, le Maroc concède le nul à Bangui et gagne le dernier match des éliminatoires de la CAN 2012 contre la Tanzanie sur un score de 3-1 avec des buts de Marouane Chamakh, Adel Taarabt et Mbark Boussoufa au Stade de Marrakech, et se qualifie pour la CAN 2012.
Le 11 novembre 2011, dans le cadre du LG Cup Maroc, la sélection marocaine est défait par l'Ouganda sur le score de 1-0 puis trois jours plus tard les lions de l'Atlas affronte les camerounais. Ce match entre marocains et camerounais se termine par un nul, ceux-ci marque dans les 73e minutes grâce à un but de Samuel Eto'o mais dans la dernière minute le Maroc sauve son honneur et marque grâce à une passe décisif de Mbarek Boussoufa à Nordin Amrabat qui celui-ci marque face au gardien camerounais.

## Effectif
| Sélectionneur | Sélectionneur           | Eric Gerets (5v, 2n, 1d)  | Eric Gerets (5v, 2n, 1d) | Eric Gerets (5v, 2n, 1d) |
| Poste         | Nom                     | Date de Naissance         | Sélection (Buts)         | Club                     |
| Gardiens      |                         |                           |                          |                          |
| 1             | Nadir Lamyaghri         | 13 février 1976 (35 ans)  | 31 (0)                   | Wydad Casablanca         |
|               | Khalid Sinouh           | 2 mai 1975 (36 ans)       | 4 (0)                    | PSV Eindhoven            |
|               | Amine Lecomte Addani    | 26 avril 1990 (21 ans)    | 0 (0)                    | Lekhwiya                 |
|               | Mohammed Amsif          | 7 février 1989 (22 ans)   | 1 (0)                    | Augsburg                 |
|               | Brahim Zaari            | 12 octobre 1989 (21 ans)  | 0 (0)                    | FC Eindhoven             |
| Défenseurs    |                         |                           |                          |                          |
| 5             | Mehdi Benatia           | 17 avril 1987 (24 ans)    | 16 (1)                   | Udinese                  |
|               | Abdoulay Konko          | 9 mars 1984 (27 ans)      | 0 (0)                    | Lazio                    |
| 4             | Abdelhamid El Kaoutari  | 17 mars 1990 (21 ans)     | 4 (0)                    | Montpellier              |
|               | Ahmed Kantari           | 28 juin 1985 (25 ans)     | 4 (0)                    | Brest                    |
| 3             | Badr El Kaddouri        | 31 janvier 1981 (30 ans)  | 42 (0)                   | Celtic Glasgow           |
|               | Marouane Da Costa       | 6 mai 1986                | 0 (0)                    | Lokomotiv Moscou         |
| 2             | Michaël Chrétien Basser | 10 juillet 1984 (26 ans)  | 28 (0)                   | Bursaspor                |
|               | Jamal Alioui            | 2 juin 1982 (29 ans)      | 15 (0)                   | Al Kharitiyath           |
|               | Rachid Soulaimani       | 21 novembre 1982 (28 ans) | 5 (0)                    | Raja de Casablanca       |
| Milieux       |                         |                           |                          |                          |
| 7             | Adel Taarabt            | 4 mai 1989 (22 ans)       | 12 (4)                   | Queens Park Rangers      |
|               | Marouane Zemmama        | 7 octobre 1983 (27 ans)   | 8 (2)                    | Middlesbrough            |
| 13            | Houssine Kharja         | 9 novembre 1982 (28 ans)  | 69 (6)                   | Fiorentina               |
|               | Abderrazzak Jadid       | 1er juin 1983 (28 ans)    | 0 (0)                    | Parma                    |
|               | Nabil El Zhar           | 27 août 1986 (24 ans)     | 9 (2)                    | Levante                  |
|               | Zakaria Labyad          | 9 mars 1993 (18 ans)      | 0 (0)                    | PSV Eindhoven            |
|               | Ismaïl Aissati          | 16 août 1988 (22 ans)     | 2 (0)                    | Ajax Amsterdam           |
| 11            | Oussama Assaidi         | 15 août 1988 (22 ans)     | 7 (3)                    | Heerenveen               |
|               | Karim El Ahmadi         | 27 janvier 1986 (25 ans)  | 14 (1)                   | Feyenoord Rotterdam      |
| 10            | Younès Belhanda         | 25 février 1990 (21 ans)  | 8 (0)                    | Montpellier              |
|               | Kamel Chafni            | 11 juin 1982 (29 ans)     | 10 (0)                   | Auxerre                  |
|               | Adil Chihi              | 21 février 1988 (23 ans)  | 1 (0)                    | Cologne                  |
| 14            | Mbark Boussoufa         | 15 août 1984 (26 ans)     | 22 (4)                   | FC Anzhi                 |
|               | Mehdi Carcela-Gonzalez  | 1er juillet 1989 (21 ans) | 3 (0)                    | FC Anzhi                 |
|               | Nabil Dirar             | 25 février 1986 (25 ans)  | 10 (0)                   | FC Bruges                |
|               | Nordin Amrabat          | 31 mars 1987 (24 ans)     | 2 (1)                    | Kayserispor              |
|               | Mehdi Ballouchy         | 6 avril 1983 (28 ans)     | 0 (0)                    | New York Red Bulls       |
| 6             | Adil Hermach            | 27 juin 1986 (25 ans)     | 10 (0)                   | Al-Hilal FC              |
| Attaquants    |                         |                           |                          |                          |
| 17            | Marouane Chamakh        | 10 janvier 1984 (27 ans)  | 62 (19)                  | Arsenal                  |
|               | Mounir El Hamdaoui      | 14 juillet 1984 (26 ans)  | 8 (2)                    | Ajax Amsterdam           |
|               | Karim Bellarabi         | 8 avril 1990 (21 ans)     | 0 (0)                    | Bayer Leverkusen         |
|               | Moestafa El Kabir       | 5 octobre 1988 (22 ans)   | 0 (0)                    | Cagliari                 |
| 20            | Youssouf Hadji          | 25 février 1980 (31 ans)  | 64 (17)                  | Rennes                   |
| 9             | Youssef El-Arabi        | 3 février 1987 (24 ans)   | 6 (1)                    | Al-Hilal FC              |
|               | Nacer Barazite          | 27 mai 1990 (21 ans)      | 0 (0)                    | Austria Vienne           |

## Matchs
| Dates            | Compétitions | Adversaires  | Lieux des rencontres                         | Scores          | Buts WAC                                          | Références          |
| ---------------- | ------------ | ------------ | -------------------------------------------- | --------------- | ------------------------------------------------- | ------------------- |
| 9 février 2011   | Amical       | Niger        | Stade de Marrakech (Marrakech)               | 3-0             | Boussoufa 16e et 84e, El Bakkali 93e ·            | [ Rapport match 1 ] |
| 27 mars 2011     | QCAN 2012    | Algérie      | Stade du 19 mai 1956 (Annaba)                | 1-0             | -                                                 | [ Rapport match 2 ] |
| 30 mars 2011     | Amical       | Botswana     | Stade de Marrakech (Marrakech)               | 1-1             | Taïr 48e                                          | [ Rapport match 3 ] |
| 4 juin 2011      | QCAN 2012    | Algérie      | Stade de Marrakech (Marrakech)               | 4-0             | Benatia 26e, Chamakh 39e, Hadji 61e · Assaidi 68e | [ Rapport match 4 ] |
| 10 août 2011     | Amical       | Sénégal      | Stade Léopold Sédar Senghor (Dakar)          | 2-0             | Kharja 9e, El-Arabi 24e                           | [ Rapport match 5 ] |
| 4 septembre 2011 | QCAN 2012    | Centrafrique | Complexe Sportif Barthélemy Boganda (Bangui) | 0-0             | -                                                 | [ Rapport match 6 ] |
| 9 octobre 2011   | QCAN 2012    | Tanzanie     | Stade de Marrakech (Marrakech)               | 3-1             | Chamakh 20e, Taarabt 69e, Boussoufa 90e           | [ Rapport match 7 ] |
| 11 novembre 2011 | LG Cup 2011  | Ouganda      | Stade de Marrakech (Marrakech)               | 0-1             | -                                                 | [ Rapport match 8 ] |
| 13 novembre 2011 | LG Cup 2011  | Cameroun     | Stade de Marrakech (Marrakech)               | 1-1 2-4 (t.a.b) | Amrabat 90e                                       | [ Rapport match 9 ] |

### Bilan
| Rang | Équipe | Pts | J | G | N | P | Bp | Bc | Diff |
| ---- | ------ | --- | - | - | - | - | -- | -- | ---- |
| #    | Maroc  | 15  | 9 | 4 | 2 | 3 | 14 | 5  | +9   |

### Classement FIFA
Le tableau ci-dessous présente les coefficients mensuels de l'équipe du Maroc dans le monde publiés par la FIFA durant l'année 2011.
| Mois | janv. | fév. | mars | avril | mai | juin | juillet | août | sept. | oct. | nov. | déc. |
| Rang | 77    | 74   | 66   | 72    | 73  | 63   | 63      | 61   | 56    | 56   | 60   | 61   |

### Classement de la CAF
Le tableau ci-dessous présente les coefficients mensuels de l'équipe du Maroc dans la CAF publiés par la FIFA durant l'année 2011.
| Mois | janv. | fév. | mars | avril | mai | juin | juillet | août | sept. | oct. | nov. | déc. |
| Rang | 18    | 16   | 12   | 16    | 17  | 13   | 13      | 11   | 10    | 10   | 11   | 12   |

## Résultats détaillés
| Amical                                     | Maroc                                          | 3-0   | Niger | Stade de Marrakech Marrakech, Maroc |                           |
| 9 février 2011 · Historique des rencontres | Boussoufa 16e · Boussoufa 84e · El Bakkali 93e | (1-0) |       | Arbitrage : Serge Ilboudo           | Arbitrage : Serge Ilboudo |

| Qualification CAN 2012                                 | Algérie  | 1-0   | Maroc | Stade du 19 mai 1956 Anaba, Algérie |                                     |
| 27 mars 2011 · 20h35 UTC+1 · Historique des rencontres | Yebda 7e | (1-0) |       | Arbitrage : Rajindraparsad Seechurn | Arbitrage : Rajindraparsad Seechurn |

| Amical                                   | Maroc    | 1-1   | Botswana        | Stade de Marrakech Marrakech, Maroc |             |
| 30 mars 2011 · Historique des rencontres | Taïr 48e | (0-0) | Moatlhaping 71e | Arbitrage :                         | Arbitrage : |

| Qualification CAN 2012                                | Maroc                                               | 4-0   | Algérie | Stade de Marrakech Marrakech, Maroc |                             |
| 4 juin 2011 · 20h30 UTC+1 · Historique des rencontres | Benatia 26e · Chamakh 39e · Hadji 61e · Assaidi 68e | (2-0) |         | Arbitrage : Noumandiez Doue         | Arbitrage : Noumandiez Doue |

| Amical                                                 | Sénégal | 0-2   | Maroc                    | Stade Léopold Sédar Senghor Dakar, Sénégal |                                 |
| 10 août 2011 · 17h00 UTC+0 · Historique des rencontres |         | (0-2) | Kharja 9e · El-Arabi 24e | Arbitrage : Bakary Papa Gassama            | Arbitrage : Bakary Papa Gassama |

| Qualification CAN 2012                                     | Centrafrique | 0-0   | Maroc | Complexe Sportif Barthélemy Boganda Bangui, République centrafricaine |                         |
| 4 septembre 2011 · 15h00 UTC+1 · Historique des rencontres |              | (0-0) |       | Arbitrage : Slim Jedidi                                               | Arbitrage : Slim Jedidi |

| Qualification CAN 2012                                   | Maroc                                     | 3-1   | Tanzanie   | Stade de Marrakech Marrakech, Maroc                  |                                                      |
| 9 octobre 2011 · 19h30 UTC+0 · Historique des rencontres | Chamakh 20e · Taarabt 69e · Boussoufa 90e | (1-1) | Kassim 40e | Spectateurs : 38 000 Arbitrage : Bakary Papa Gassama | Spectateurs : 38 000 Arbitrage : Bakary Papa Gassama |

| LG CUP 2011 Amical                                         | Maroc | 0-1   | Ouganda        | Stade de Marrakech Marrakech, Maroc |             |
| 11 novembre 2011 · 20h00 UTC+0 · Historique des rencontres |       | (0-0) | Sserunkuma 47e | Arbitrage :                         | Arbitrage : |

| LG CUP 2011 Amical                                         | Maroc           | 1-1   | Cameroun  | Stade de Marrakech Marrakech, Maroc             |                                                 |
| 13 novembre 2011 · 18h45 UTC+0 · Historique des rencontres | Amrabat 90e     | (0-0) | Eto'o 73e | Spectateurs : 20 000 Arbitrage : Yakhouba Keita | Spectateurs : 20 000 Arbitrage : Yakhouba Keita |
| 13 novembre 2011 · 18h45 UTC+0 · Historique des rencontres | Tirs au but 2-4 |       |           | Spectateurs : 20 000 Arbitrage : Yakhouba Keita | Spectateurs : 20 000 Arbitrage : Yakhouba Keita |

## Buteurs
Le meilleur buteur du Maroc lors de cette année est Mbark Boussoufa qui a marqué trois buts. Ses deux premiers buts furent inscrits lors du tout premier de l'année 2011 dans le cadre d'un match amical se terminant par une victoire des Marocains sur le score de trois buts à zéro. Bousouffa marqua également un autre but dans le cadre d'un match comptant pour les qualifications en CAN. Ce but a été marqué à la 90e minute grâce à une très bonne frappe sèche en dehors de la surface. Mbark Boussoufa est ensuite suivi de Marouane Chamakh qui marqua au total deux buts, le premier face à l'Algérie et le second face à la Tanzanie grâce à une tête piquée. Il y a ensuite neuf autres buteurs n'ayant marqué qu'un but. Au total lors de cette année, le Maroc marqua quatorze buts avec plus de onze buteurs.
| Place | Joueur           | Buts |
| ----- | ---------------- | ---- |
| 1     | Mbark Boussoufa  | 3    |
| 2     | Marouane Chamakh | 2    |
| 3     | Amine Bakkali    | 1    |
| -     | Hassan Taïr      | 1    |
| -     | Mehdi Benatia    | 1    |
| -     | Youssouf Hadji   | 1    |
| -     | Oussama Assaidi  | 1    |
| -     | Houssine Kharja  | 1    |
| -     | Youssef El-Arabi | 1    |
| -     | Adel Taarabt     | 1    |
| -     | Nordin Amrabat   | 1    |

## Maillot
Le maillot porté à domicile par le Maroc est le rouge ainsi que les chaussettes tandis que le maillot porté à l'extérieur est le blanc à rayures vertes et les chaussettes quant à elles sont blanches. Le troisième maillot porté par les lions de l'Atlas est le vert dont la couleur des chaussettes l'est également. L'équipementier sportif de l'équipe nationale du Maroc est Puma depuis 2007 mais lors du match des Lions de l’Atlas face à l’Algérie (1-0), le 27 mars, dans le cadre des éliminatoires de la CAN 2012. L’attaquant Youssef El-Arabi a perdu soudainement le numéro de son maillot quelques minutes après son entrée en jeu ce qui a incité le Ministre de la jeunesse et des sports marocain Moncef Belkhayat, ne plus vouloir de la firme allemande Puma pour habiller l’équipe nationale du Maroc. Il déclare aussi qu’à partir du 1er janvier 2012, il signera un nouveau contrat à travers l’appel d’offres avec un nouvel équipementier.
| Couleurs | Rouge, vert et blanc |       |
| Marque   | Puma                 |       |
| Domicile | Extérieur            | Autre |